# Projekt 23900
Projekt 23900 (jinak též třída Ivan Rogov) je třída vrtulníkových výsadkových lodí ruského námořnictva. Budou rovněž vybaveny pro plnění funkce velitelských lodí. Objednány byly dvě jednotky této třídy. Jejich stavba probíhá od července 2020. Dokončení plavidel je plánováno na roky 2026–2027.

## Stavba
Plavidla navrhla konstrukční kancelář v Zelenodolsku. Na zveřejněných vizualizacích svými rozměry a koncepcí připomínají francouzské lodě třídy Mistral. Kontrakt na stavbu dvou jednotek byl podepsán 22. května 2020. Staví je loděnice Zaliv v Kerči. Založení kýlů obou plavidel proběhlo 20. července 2020. Ceremoniálu se účastnil ruský prezident Vladimir Putin.
Jednotky projektu 23900:
| Jméno               | Loděnice    | Kýl založen       | Spuštěna | Vstup do služby | Status    |
| ------------------- | ----------- | ----------------- | -------- | --------------- | --------- |
| Ivan Rogov          | Zaliv, Kerč | 20. července 2020 |          | 2026 (plán)     | ve stavbě |
| Mitrofan Moskalenko | Zaliv, Kerč | 20. července 2020 |          | 2027 (plán)     | ve stavbě |

## Konstrukce
Plavidlo má průběžnou letovou palubu se šesti přistávacími pozicemi pro vrtulníky a velitelským ostrovem na pravoboku. Počítá se s osazenstvem v síle až 1000 námořních vojáků. Loď unese 75 bojových vozidel. Bude vybavena zaplavitelným dokem pro šest výsadkových člunů. Letecké křídlo má tvořit až 16 vrtulníků. Na vizualizacích lze poznat typy Ka-27 a Ka-52K.